# Torre dell'orologio (San Felice sul Panaro)
La torre dell'orologio era un edificio cinquecentesco situato a San Felice sul Panaro.
Costruita nel 1594, fu il principale riferimento orario per tutti i cittadini sanfeliciani, specialmente quelli poveri che non avevano altra indicazione oraria nel Seicento e Settecento. La torre è stata seriamente danneggiata durante il terremoto del 20 maggio 2012 e completamente distrutta dal successivo sisma del 29 maggio 2012.

## Storia

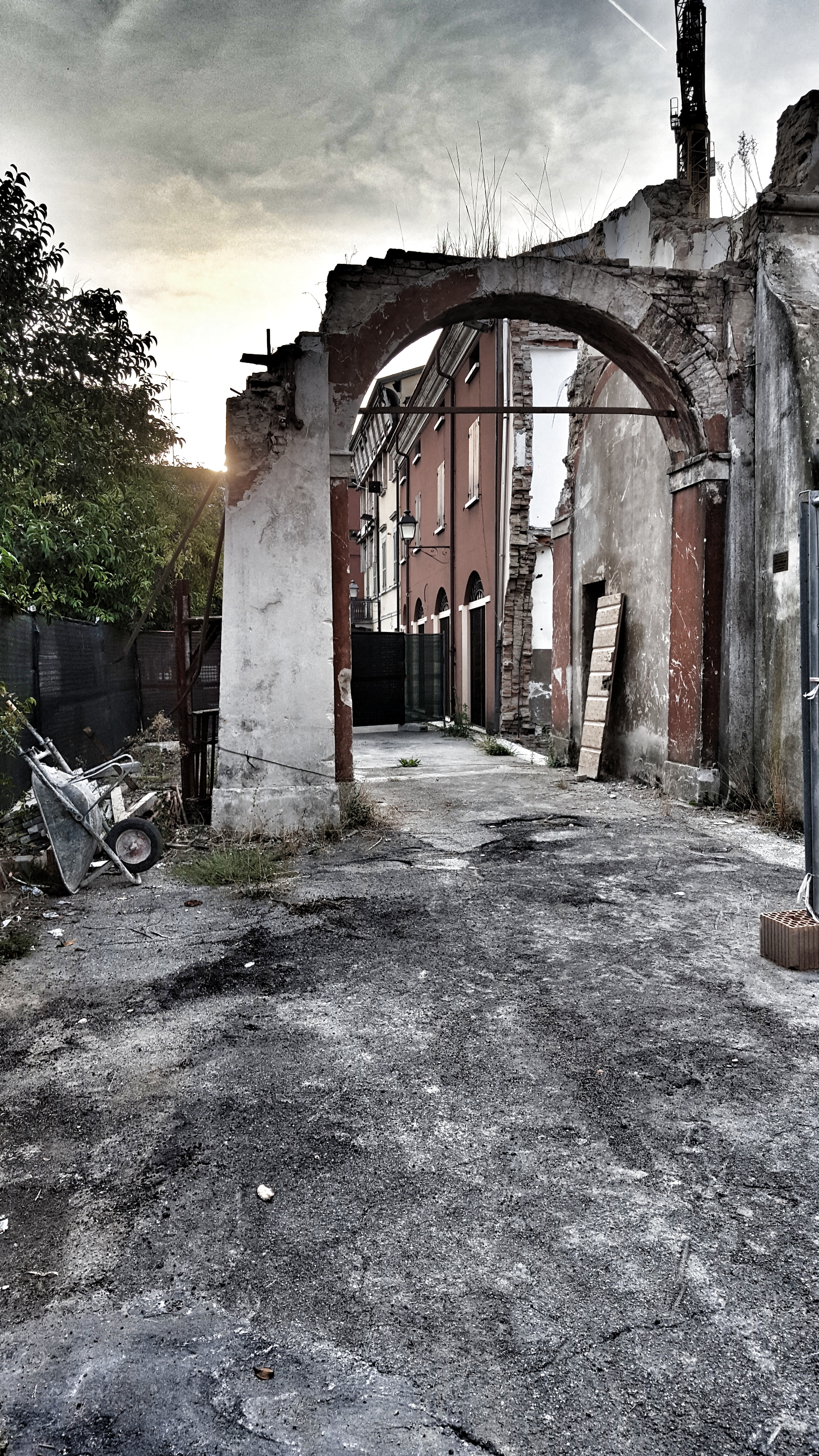
Resti della torre dopo il terremoto

La torre dell'orologio è registrata per la prima volta in un documento storico del 1594, in cui è attestata nella parte orientale del paese, costituendo l'ingresso al cosiddetto "Borgo Vecchio", situato al di fuori delle fortificazioni del castello e circondato da un ampio fossato.
L'orologio della torre venne commissionato a Domenico Merli dalla comunità sanfeliciana tra il XVII e il XVIII secolo, come risulta dalla cartografia dell'epoca. Nel 1663 venne realizzata la cosiddetta "ringhiera del banditore" e nel 1670 venne riparato il ponte levatoio attraverso cui si poteva accedere alla torre. 
La torre venne restaurata nel 1744, mentre risulta che nel 1762 l'orologio venne regolato secondo il sistema francese. 
Nella seconda metà dell'Ottocento, l'amministrazione comunale fece ampliare la piazza del destinarla quale centro per i commerci; i lavori furono completati nel 1880 e lo spazio aperto venne ridenominato "Piazza Nuova". Nella prima metà del XX secolo la piazza fu ulteriormente abbellita con il rifacimento degli edifici e dell'orologio. 
Nel 2008 la torre fu restaurata completamente, con il ripristinino della tinteggiatura originale.
A seguito del terremoto dell'Emilia del 2012, la torre dell'orologio venne inizialmente lesionata fin dalla prima scossa del 20 maggio 2012, che fece ruotare sul proprio asse la struttura. In conseguenza dell'altra grossa scossa del 29 maggio la torre è completamente collassata su se stessa.
La ricostruzione della torre dell'Orologio di San Felice è inclusa nel piano della ricostruzione approvato dalla Regione Emilia-Romagna, ma al momento non risulta ancora avviato il progetto di recupero.

## Galleria d'immagini

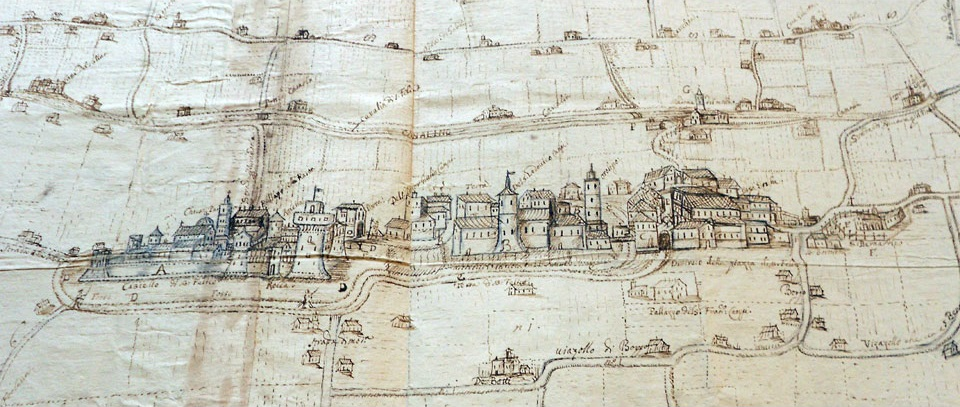
Disegno del 1669
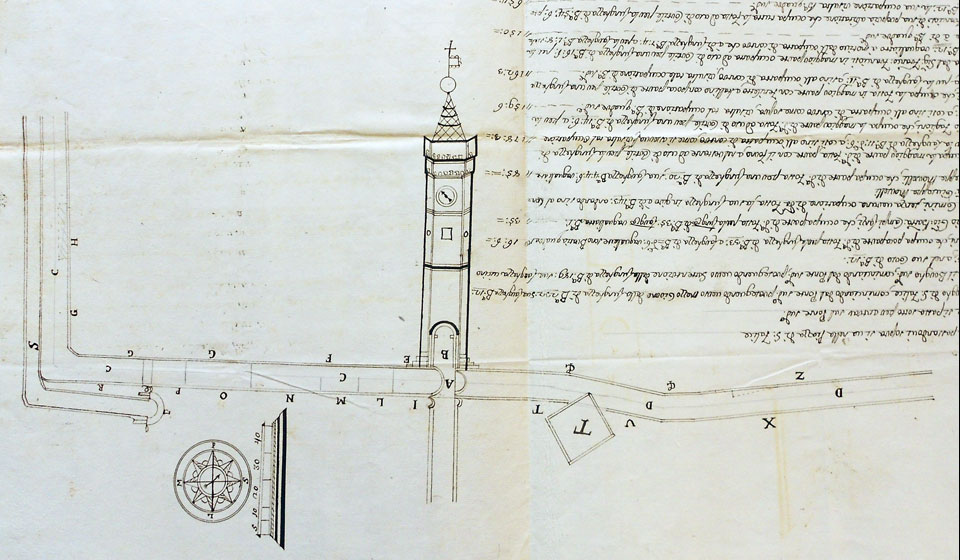
Disegno del 1779
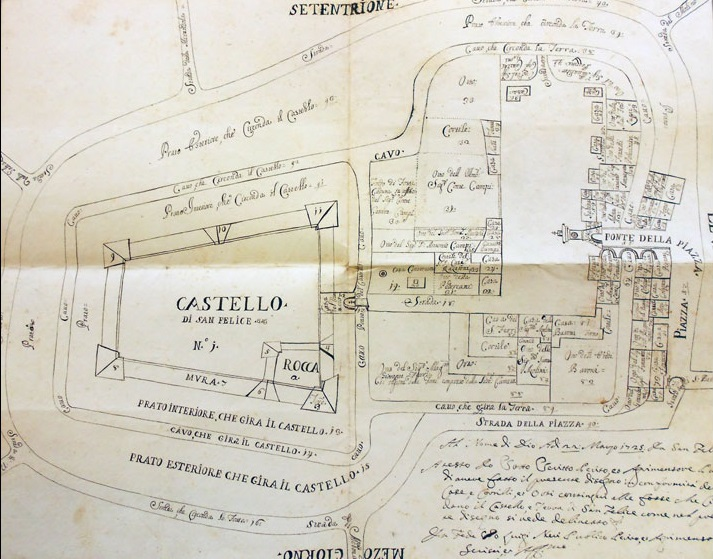
Mappa del 1725
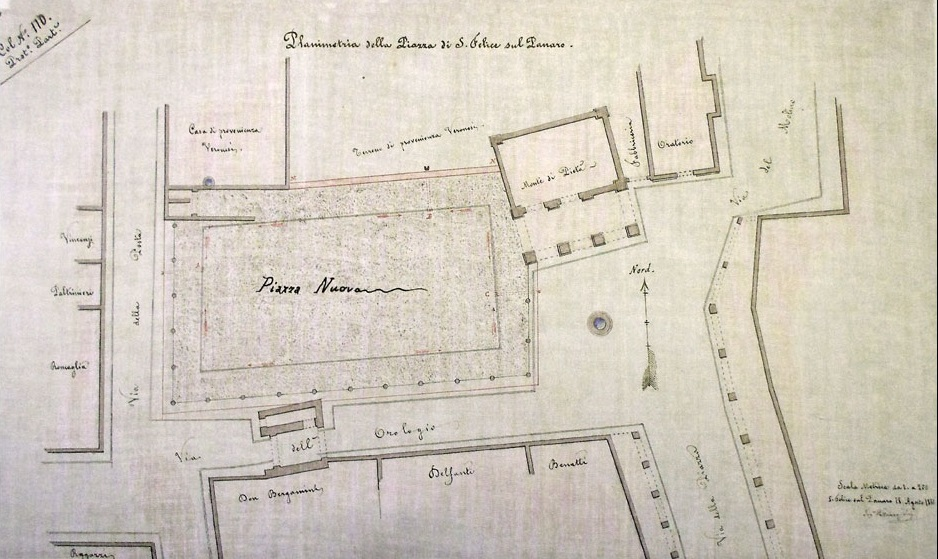
Mappa del 1880
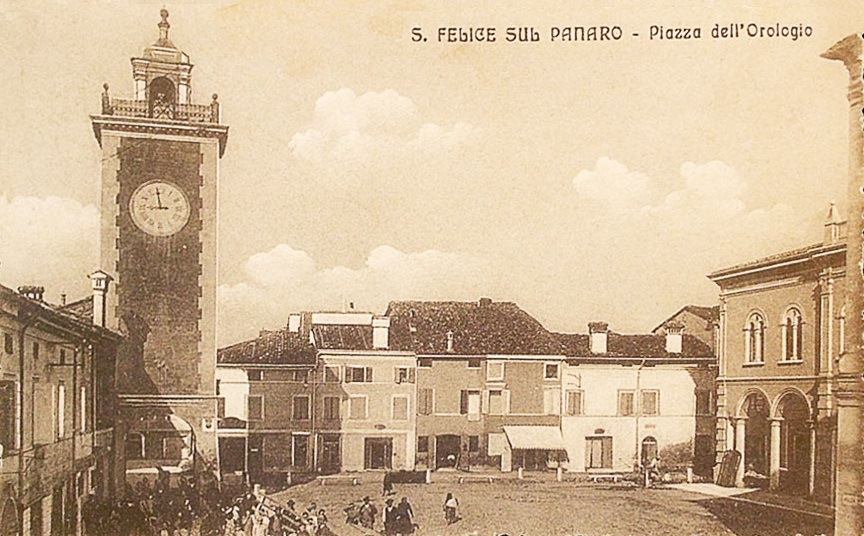
Cartolina di inizio '900
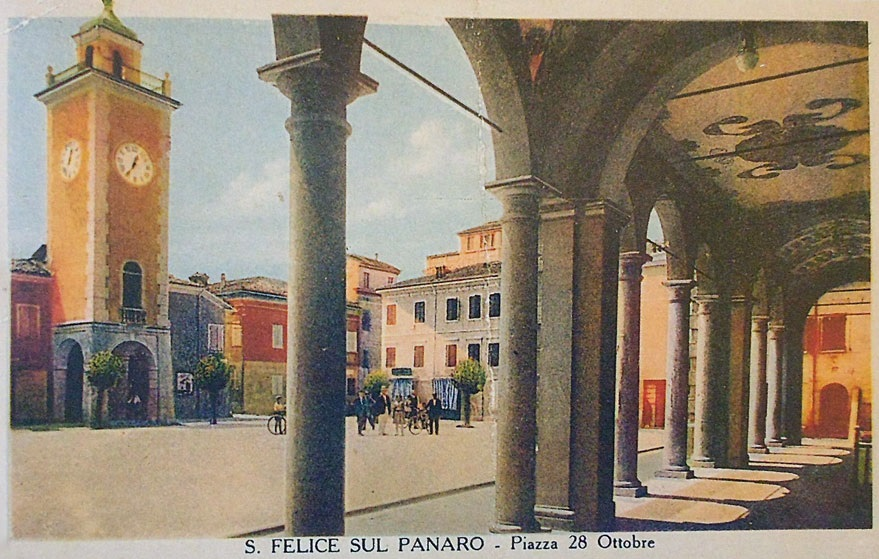
Cartolina del 1942